# ISelect
iSelect (или iSelectBowie) — сборник песен Дэвида Боуи, первоначально был выпущен 29 июня 2008 года, исключительно на территории Великобритании и Ирландии.
Диск представляет собой сборник любимых песен, составленный лично Дэвидом Боуи, первоначально его можно было получить исключительно как подарочное приложение к британской газете Mail On Sunday, в номере от 29 июня 2008 года. Примечательно, что единственным хитом на этой компиляции была песня «Life on Mars?».

## Об альбоме
Боуи избегал стандартного шаблона подборки песен для сборников типа Greatest Hits и вместо этого выбирал свои любимые песни, среди них были только три сингла («Life on Mars?», «Loving the Alien» и «Time Will Crawl»). Кроме того, версия композиции «Time Will Crawl» была ремиксом, с несколькими заново записанных частями, в попытке переосмыслить кое-что из мастериала Боуи, выпущенного на альбоме Never Let Me Down, который сам Боуи, определил для себя, как разочаровывающий.
Это единственный релиз, содержащий композицию «Some Are», которая была недоступна с середины 1990-х годов, за исключением переиздания альбома Low в 1991 году, на который она попала в качестве бонус-трека. В сборник также присутствует попурри из композиций «Sweet Thing», «Candidate» и репризы «Sweet Thing», в виде одного трека, а не отдельных песен, как это было на предыдущей CD-версии пластинки Diamond Dogs.
Сборник также содержит тизер-трек объединеняющий «Intro» и композицию «Hang On to Yourself» из альбома Live Santa Monica '72, официального переиздания бутлега Santa Monica '72.

## Коммерческий релиз
В связи с большим спросом на лонгплей, лейблы Virgin/EMI выпустили альбом на компакт-диске в США и Канаде, 14 октября 2008 года . Оформление совпадает с оригиналом выпущенным газетой Mail On Sunday за исключением того, что он продавался в стандартном сидибоксе и содержал буклет с текстами песен, которые были опубликованы в газете.

## Список композиций
1. «Life on Mars?» (из альбома Hunky Dory) — 3:49
2. «Sweet Thing/Candidate/Sweet Thing (Reprise)» (из альбома Diamond Dogs) — 8:47
3. «The Bewlay Brothers» (из альбома Hunky Dory) — 5:23
4. «Lady Grinning Soul» (из альбома Aladdin Sane) — 3:51
5. «Win» (из альбома Young Americans) — 4:44
6. «Some Are» (бонус-трек переиздания альбома Low, 1991 года[4]) — 3:13
7. «Teenage Wildlife» (из альбома Scary Monsters (and Super Creeps)) — 6:51
8. «Repetition» (из альбома Lodger) — 3:01
9. «Fantastic Voyage» (из альбома Lodger) — 2:54
10. «Loving the Alien» (из альбома Tonight) — 7:08
11. «Time Will Crawl (MM Remix)» (оригинальная версия, из альбома Never Let Me Down) — 4:54
  - Содержит 30 секунд тишины в конце песни.
12. «Hang on to Yourself (Live)» (из альбома Live Santa Monica '72) — 3:06